# باد فایلنباخ
باد فایلنباخ (به آلمانی: Bad Feilnbach) یک شهر در آلمان است که در بایرن واقع شده‌است.

## خصوصیات
باد فایلنباخ ۵۷٫۴۸ کیلومترمربع مساحت دارد ۵۱۲ متر بالاتر از سطح دریا واقع شده‌است.